# Eupogonius bierigi
Eupogonius bierigi är en skalbaggsart som beskrevs av Julius Melzer 1933. Eupogonius bierigi ingår i släktet Eupogonius och familjen långhorningar.
Artens utbredningsområde är Kuba. Inga underarter finns listade i Catalogue of Life.